# Bezirksverband Oldenburg
Der Bezirksverband Oldenburg (BVO) (ehemals Landesfürsorgeverband Oldenburg) ist ein kommunaler Zweckverband im Nordwesten Niedersachsens. Er nimmt für seine Mitglieder die Trägerschaft über soziale Einrichtungen und mildtätige Stiftungen wahr und beschäftigt dafür 1200 Mitarbeitende.

## Geschichte
Am 1. August 1786 wurde das Generaldirektorium des Armenwesens eingesetzt. Zugleich erfolgte die Zusammenfassung einer Reihe bestehender Fonds für mildtätige Zuwendungen, die heute „Oldenburgischer Generalfonds“ genannt wird.
Durch § 1 des Artikels 10 des Gesetzes für das Großherzogtum vom 5. Dezember 1868 betreffend die Organisation des Staatsministeriums wurde die Leitung der Fonds auf die „Kommission für die Verwaltung der Fonds und milden Stiftungen“ übertragen.
1937 wurden die Aufgaben der Kommission dem Landesfürsorgeverband Oldenburg übertragen. Er war am 7. Juli 1924 als Sonderbehörde der staatlichen Verwaltung als Abteilung des Oldenburgischen Innenministeriums gegründet worden. Das Gesetz, betreffend die Vereinfachung und Verbilligung der öffentlichen Verwaltung vom 27. April 1933 senkte die Versorgungskosten für Anstaltskranke, wodurch unter anderem die Thingstätte Stedingsehre, das Landesmuseum Oldenburg und das 1934 entstandene Museumsdorf Cloppenburg erbaut werden konnten. Letzteres stand bis 1961 in der Trägerschaft des Verbandes.
1974 erhielt der Verband die Bezeichnung Bezirksverband Oldenburg.

## Aufgaben
Der Bezirksverband Oldenburg nimmt im Auftrag seiner Mitgliedskommunen sowie aufgrund des § 19 NKomZG verschiedene Aufgaben des Sozialwesens im Gebiet des ehemaligen Landes Oldenburg wahr. Ihm obliegt die Verwaltung der Versorgungskasse Oldenburg (VKO), des Oldenburgisch-Ostfriesischen Zweckverbands für Tierkörperbeseitigung (OOZV), der Stiftungskasse zu Oldenburg sowie von über 30 gemeinnützigen Stiftungen. Dazu zählen etwa der Oldenburgische Generalfonds, das Waisenstift Varel und die Stiftung Kloster Blankenburg. Außerdem ist der Verband Träger von 18 Einrichtungen für Menschen mit Beeinträchtigungen, Kinder und Jugendliche, Wohnungslose, Pflegebedürftige und Senioren sowie der Solandis gGmbH für ambulante Hilfe. Zusammen mit der Nordwest-Zeitung führt der BVO das medienpädagogische Projekt Lesen und Schreiben verbindet durch.

## Mitglieder
Die Mitglieder des Zweckverbands sind die kreisfreien Städte Delmenhorst, Oldenburg und Wilhelmshaven sowie die Landkreise Ammerland, Cloppenburg, Friesland, Oldenburg, Vechta und Wesermarsch.